# 魏哲
魏哲（1952年—），男，汉族，陕西凤翔人，中华人民共和国政治人物，中国共产党党员，武警北京市总队队长，第十一届全国人民代表大会北京地区代表。

## 生平
毕业于武警工程学院。2008年，当选为全国人大代表。2013年再次当选。